# Unbesiegbar – Der Traum seines Lebens
Unbesiegbar – Der Traum seines Lebens (Invincible) ist ein amerikanischer Sportfilm von 2006, der lose auf der Biografie des NFL-Football-Spielers Vince Papale beruht.

## Handlung
Vince Papale ist ein 30-jähriger Footballfan der Philadelphia Eagles, der sich als Barkeeper und Aushilfslehrer mehr schlecht als recht durchs Leben schlägt, wofür er auch von seiner Frau heftig kritisiert wird. Als er seinen Job als Aushilfslehrer verliert, räumt sie die gesamte Wohnung aus und hinterlässt ihm nur einen Zettel, auf dem sie ihm bescheinigt, ein Versager zu sein, der es nie zu etwas bringt.
Die Eagles befinden sich in dieser Zeit in einem sportlichen Tief und verpflichten Dick Vermeil als neuen Head Coach. Dieser ist ob der vorgefundenen Situation der Mannschaft verzweifelt und veranstaltet ein offenes Training, eine Art Casting, bei dem sich jeder Interessierte für das Team empfehlen kann.
Von seinen Freunden in der Bar angestachelt, entscheidet sich Vince, an dem Tryout des Football-Teams teilzunehmen. Als einziger der mehreren Dutzend Teilnehmer erweckt er das Interesse des Coaches, der ihn daraufhin zu einem Trainingslager des Teams einlädt.
Nach einigen Auseinandersetzungen mit seinen professionellen Mitspielern kämpft er sich langsam ins Team. Als er im Spiel gegen die New York Giants einen Fumble aufnimmt, erzielt er nach einem Sprint über das halbe Spielfeld einen Touchdown, führt so seine Mannschaft zum ersten Sieg unter Trainer Vermeil und begeistert die Zuschauer.

## Kritiken
„Sportgeschichten, die das Leben schrieb: Nach wahren Begebenheiten wird hier mal wieder der Traum vom Triumph des Willens in Szene gesetzt. Doch genau wie ähnlich gelagerte Streifen (zuletzt etwa ‚Miracle – Das Wunder von Lake Placid‘ oder ‚Die Entscheidung – Eine wahre Geschichte‘) langweilen derlei Werke ziemlich schnell, da die Art und Weise stets identisch ist: Underdog überwindet mannhohe Hindernisse, um schließlich als Ass zu triumphieren. So was braucht hier eigentlich keiner mehr.“

„Der auf einer wahren Begebenheit beruhende Aufsteigerfilm vermeidet weitgehend die Klischees des Genres der Bio-Pics und zeichnet sich in erster Linie durch die glaubhafte Darstellung eines proletarischen Milieus aus. Sympathisch auch dank des guten Hauptdarstellers.“

## Veröffentlichung
Der Film startete am 25. August 2006 in den US-Kinos und konnte anschließend weltweit etwas mehr als 55 Mio. US-Dollar einspielen.